# 1929 في بلجيكا
فيما يلي قوائم الأحداث التي وقعت خلال عام 1929 في بلجيكا.

## سياسة

### تعيين في المنصب
- 1 يناير – رودولف سيلدرايرس president of the Royal Belgian Football Association ‏.

## مواليد

### فبراير
- 26 فبراير – باولو فيراري

### أبريل
- 5 أبريل – هوغو كلاوس مؤلف بلجيكي.
- 8 أبريل – جاك بريل

### مايو
- 4 مايو – أودري هيبورن ممثلة بريطانية.

### نوفمبر
- 2 نوفمبر – جيرمان ديريك درّاج طريق بلجيكي.

## وفيات

### يناير
- 26 يناير – كونستانتين لو بيج (مواليد 1852)

### يوليو
- 22 يوليو – البارون إمبان (مواليد 1852)